# 巴登-巴登
巴登-巴登（德語：Baden-Baden，IPA：[ˈbaːdn̩ ˈbaːdn̩] ⓘ），德国巴登-符腾堡州的非县辖城市，位于德国的西南部，黑森林的西麓，奥斯河谷，邻近卡尔斯鲁厄。巴登-巴登是著名的温泉疗养地、旅游胜地和国际会议城市。著名美国文学家马克吐温对巴登巴登做出过如下评价：“十分鐘後你会忘了時間，二十分钟你会忘了全世界”。

## 地理
巴登-巴登位於德國南部巴登-符騰堡州的西側，北部黑森林西麓的奥斯河谷，城市的东部依靠着黑森林的边缘，西南部处于莱茵河上游平原。
巴登-巴登距離德国與法國边界的萊茵河僅7.5公里，毗邻法国的北阿尔萨斯地区和史特拉斯堡。
城区沿着奥斯河谷而建，依山傍水，景色多姿。

## 历史
巴登-巴登的历史可以追溯到罗马帝国时期，罗马人在这个地区发现了温泉，巴登-巴登由此出名。12世纪初，赫尔曼二世（Graf Hermann II.）从策林格王朝（Zähringer）继承了巴登-巴登及其周边，自封为巴登藩侯。1250年，巴登-巴登正式成为城市。「巴登」在德文中意指沐浴，「巴登-巴登」這個名稱源自巴登藩侯國的巴登市（後一個「巴登」指藩侯國」）。
1689年8月24日，巴登-巴登在对普法尔茨的争夺战中被法国军队烧毁。
18世纪末，巴登-巴登再次成为疗养胜地，建立起了豪华酒店、赌场和疗养馆，到访过的贵族们把巴登-巴登称为“欧洲的夏季首都”，而把巴黎称为“欧洲的冬季首都”。
1858年起，在周边的伊费兹海姆（Iffezheim）开始了每年5月底到6月初、8月底到9月初的赛马传统，它和每年10月的交易和赛马节一起，使得巴登-巴登成为国际赛马中心。

## 文化

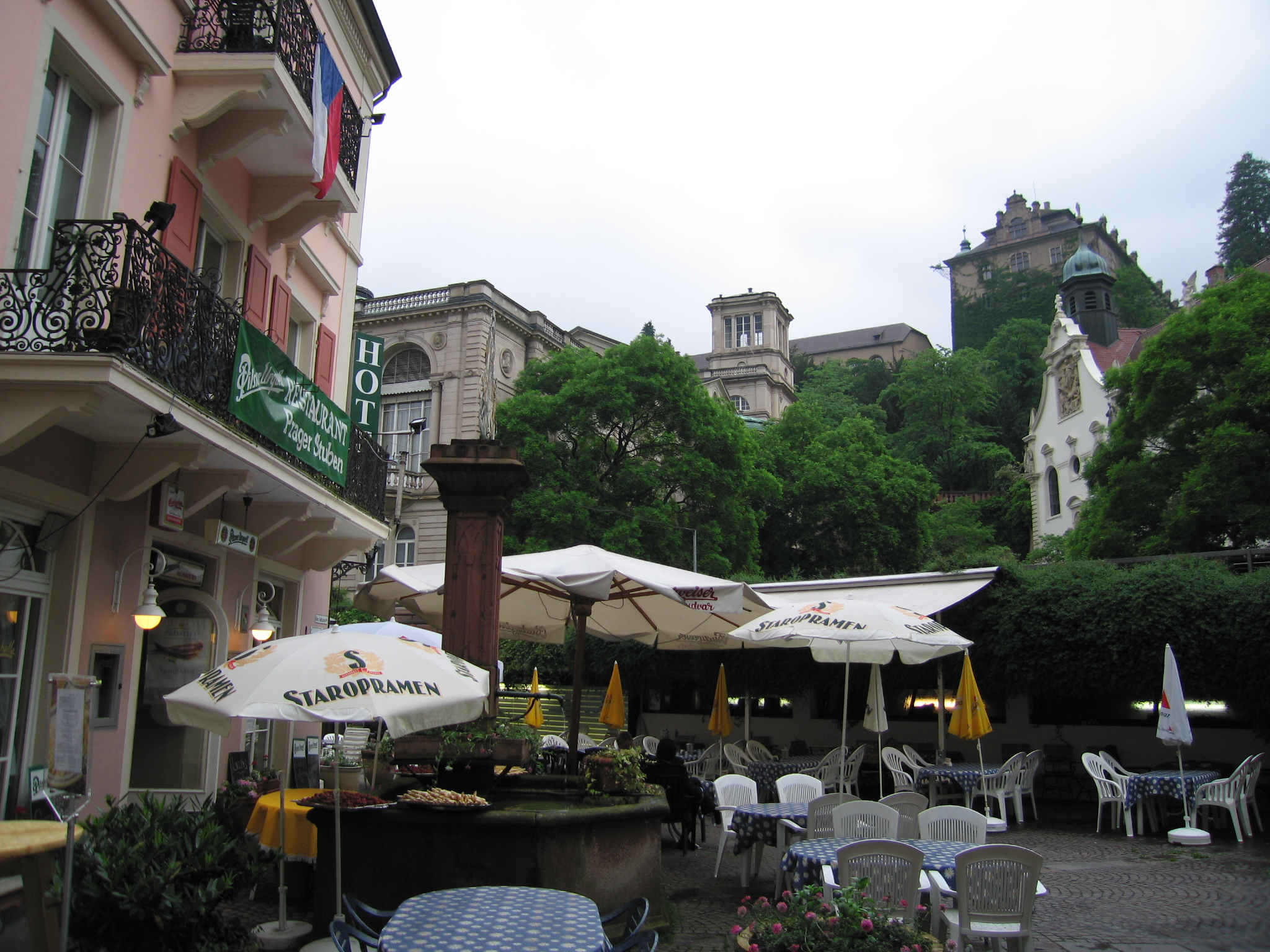
巴登-巴登老城区的露天餐馆

### 剧院
巴登-巴登的節日劇院（Festspielhaus）是德国最大的歌剧院和音乐厅，继法国巴黎的巴士底歌剧院之后的欧洲第二大歌剧院，節日廳拥有2,500个观众座位，超过意大利米兰的斯卡拉大剧院。
此外巴登-巴登还另拥有一个剧院，位於歌德廣場（Goetheplatz）。

### 赌场
巴登-巴登的赌场（Casino）是德国最大和历史最悠久的赌场，源于1809年。它被美国德裔演员兼歌手玛莲娜·迪特里茜誉为“全世界最漂亮的赌场”。赌场对服装要求严格：男士需穿西服夹克才能进入经典赌博区进行轮盘、二十一点、扑克等赌博，并建议着衬衫、带领带。

### 温泉
巴登-巴登的温泉疗养馆（Kurhaus）世界闻名，也是这座城市的标志，它建于1824年，不仅是洗温泉的地方，也拥有德国最大和最老的赌场，赌场大厅以疗养馆建造者弗里德里希·魏因布伦纳的名字命名。
巴登-巴登满城的温泉浴池中有两个罗马式浴池最为出名，一个是卡拉卡勒浴池（Caracalla Therme），罗马时期的卡拉卡拉大帝曾御临温泉治疗，由此而得名，这里的温泉有十分广泛的治疗功用。另一个是文艺复兴风格的腓特烈大浴池（Friedrichsbad），始建于1869年历时8年建成，大浴场内有蒸气浴、灌水浴、流水浴和潜水浴等，还有天然泉泥浴和碳酸浴等多种种类，且有男女混浴。

## 溫泉之特色

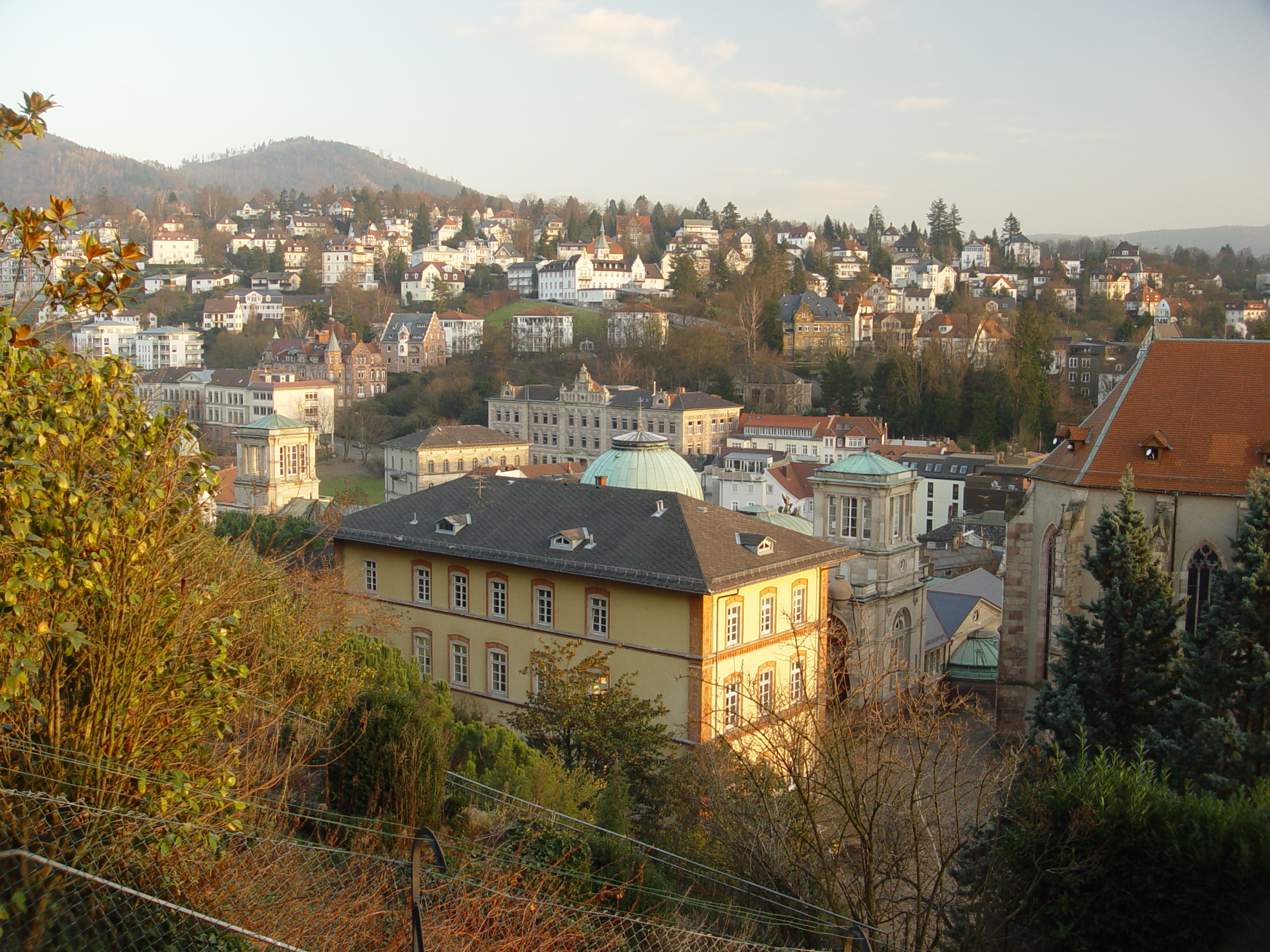
旧时的蒸气浴场

“巴登-巴登”（Baden-Baden）在德语里是“温泉温泉”的意思，这个名字的来历可以追溯到统治黑森林地区的巴登大公国。巴登-巴登自罗马时期即為著名的溫泉療養區，巴登-巴登的温泉是食盐泉。此區亦為葡萄產區，近世紀則因為氣候外在條件優勢，而進一步成為德國首要的健康休閒區。
- 西元211年-217年，罗马人和日耳曼人在黑森林一带进行战斗。罗马人发现从奥斯河谷涌出的泉水温度高达68度，因为当时的罗马人热衷温泉浴，羅馬皇帝卡拉卡拉（Caracalla）立刻在此建造了罗马式的浴池，并多次前往温泉治療其長年的風濕病，他的御用浴池全部用大理石砌成，而士兵的浴池则用砖砌成。1847年在巴登-巴登挖掘出来的浴池遗址，便是罗马时期留下的。
- 12世紀，神聖羅馬帝國將此區收歸為帝國屬地。
- 16世紀，此地發展配藥及製藥業，與溫泉治療相輔相成。
- 1862年，法國人在此設立賭場、戲院、歌劇院，法國賽馬俱樂部亦成立賽馬場，爾後此區乃成為全歐洲夏季休閒之都。

## 旅游景点
- 温泉疗养馆（Kurhaus）

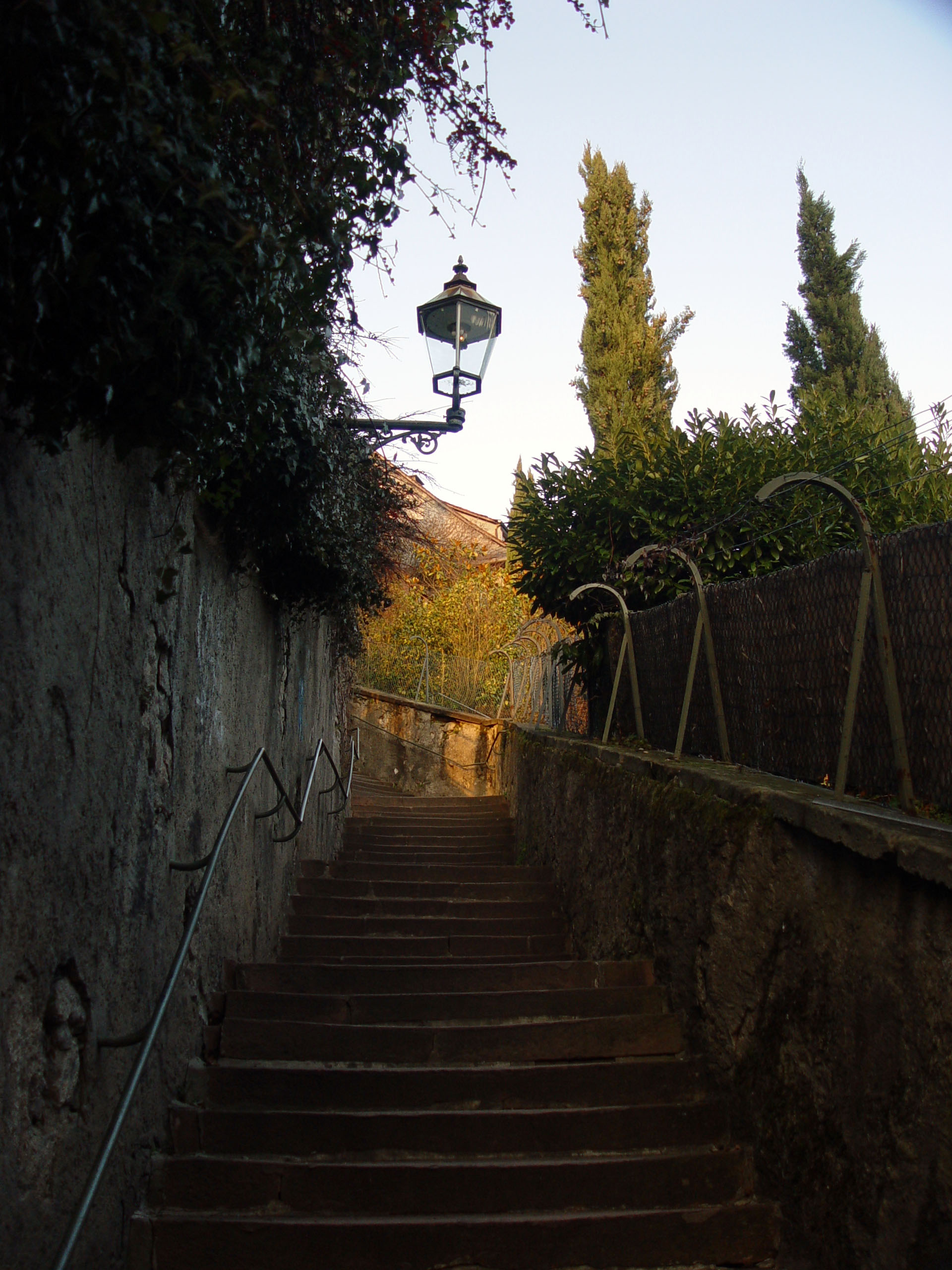
通往城堡的长廊

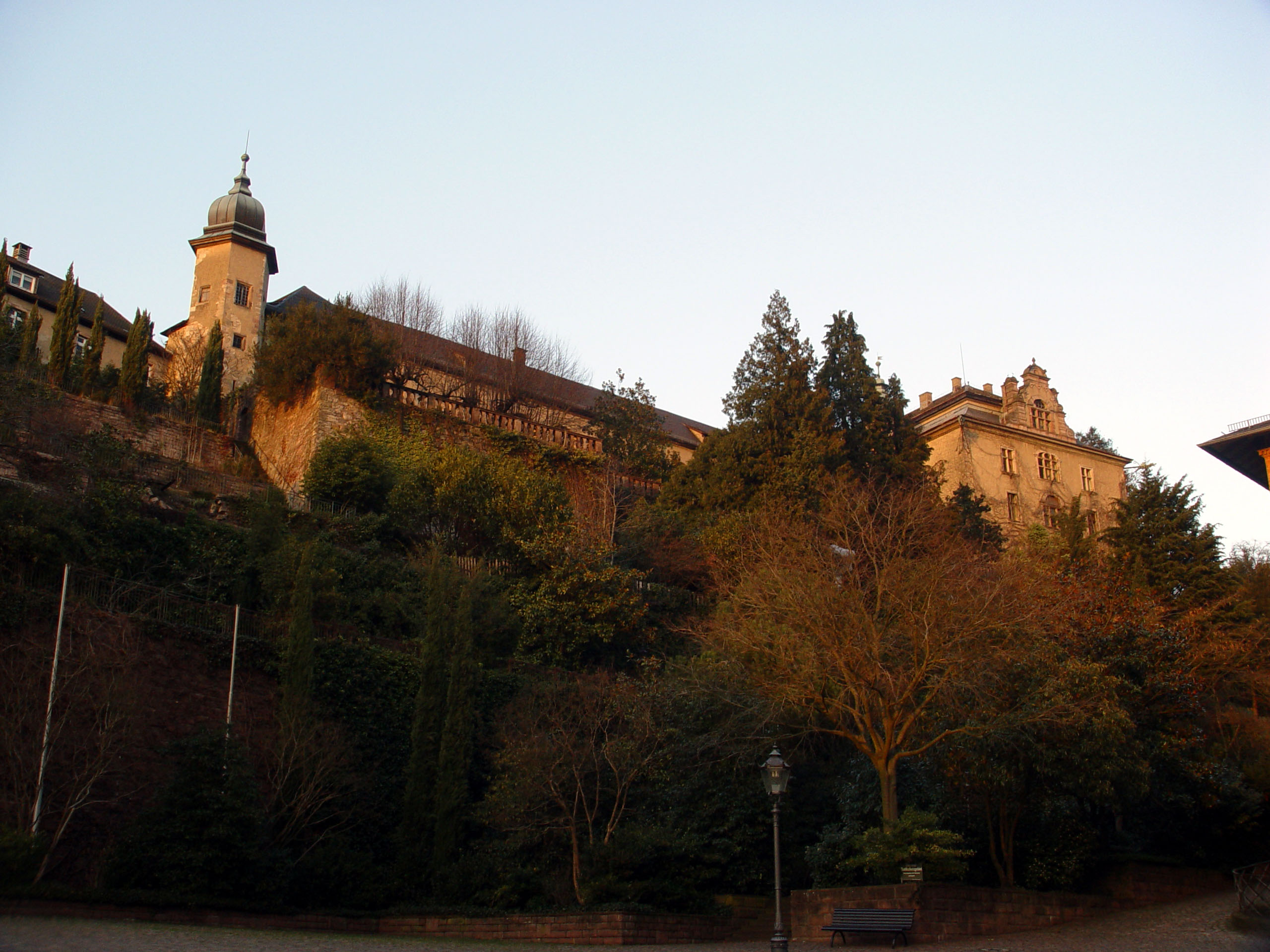
巴登-巴登的城堡

- 赌场，德国最大和最老的赌场。
- 卡拉卡勒浴池（Caracalla Therme）
- 弗里德里希浴場（Friedrichsbad）
- 罗马浴池遗迹（Römische Badruinen）
- 矿泉水大厅（Trinkhalle），希腊神殿风格的建筑，厅内供应腓特烈泉眼和海因利希泉眼涌出的矿泉水，厅外长廊装饰着14幅以当地传说故事为主题的壁画。
- 歌剧院（Festspielhaus），德国第一大和欧洲第二大的歌剧院。
- 新城堡宫殿（Neues Schloß），原是巴登大公的住处，1847年被烧毁，后重建，从城堡平台可以眺望整个巴登-巴登城。
- 勃拉姆斯故居（Brahmshaus），德国作曲家约翰内斯·勃拉姆斯1865年至1874年建居住在此。
- 国立美术馆（Staatliche Kunsthalle），小型美术馆，以主题画展为主。
- 温泉疗养博物馆（Stadtmuseum im Baldreit）

巴登-巴登 - Baden-Baden
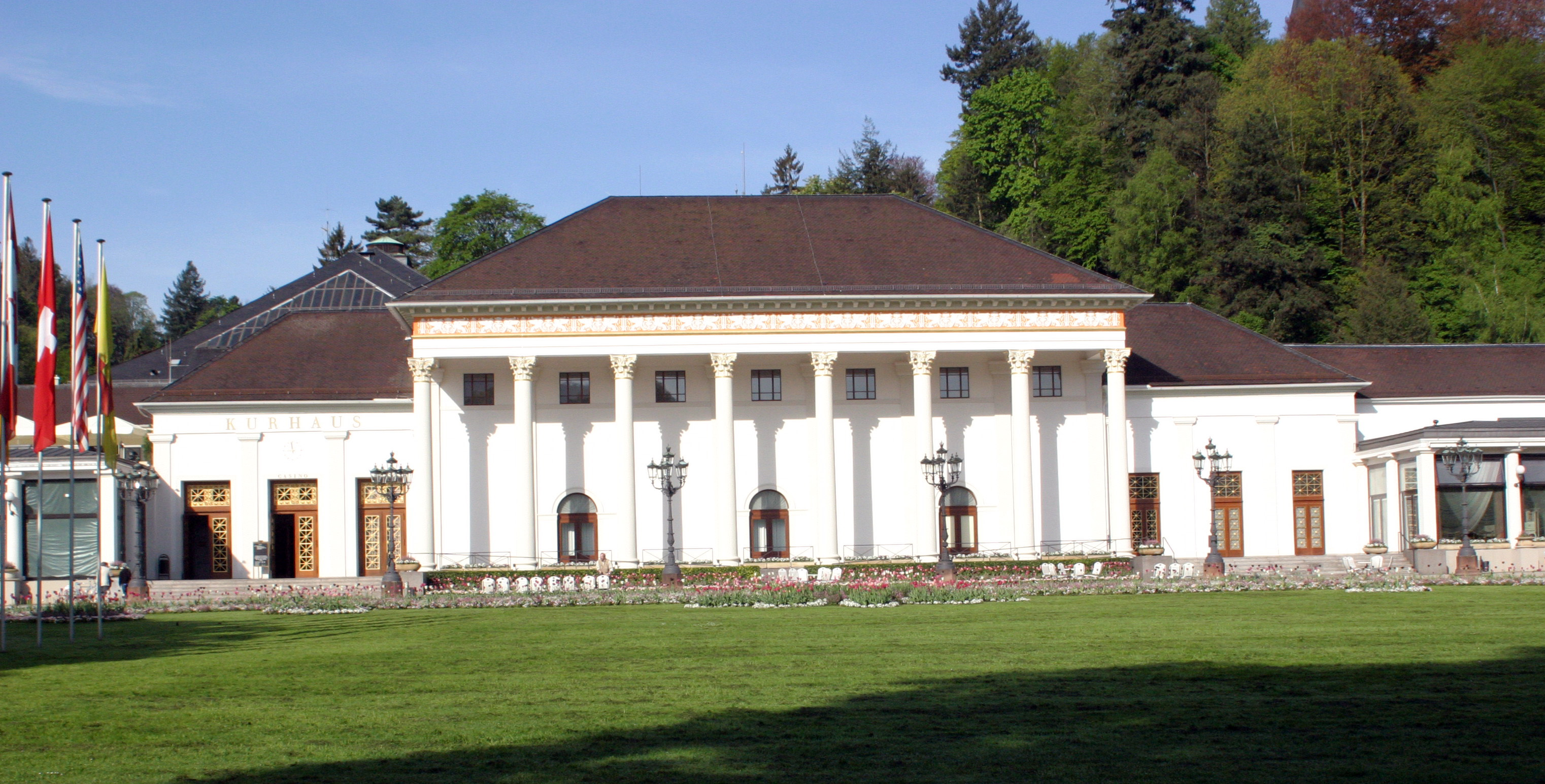
Kurhaus
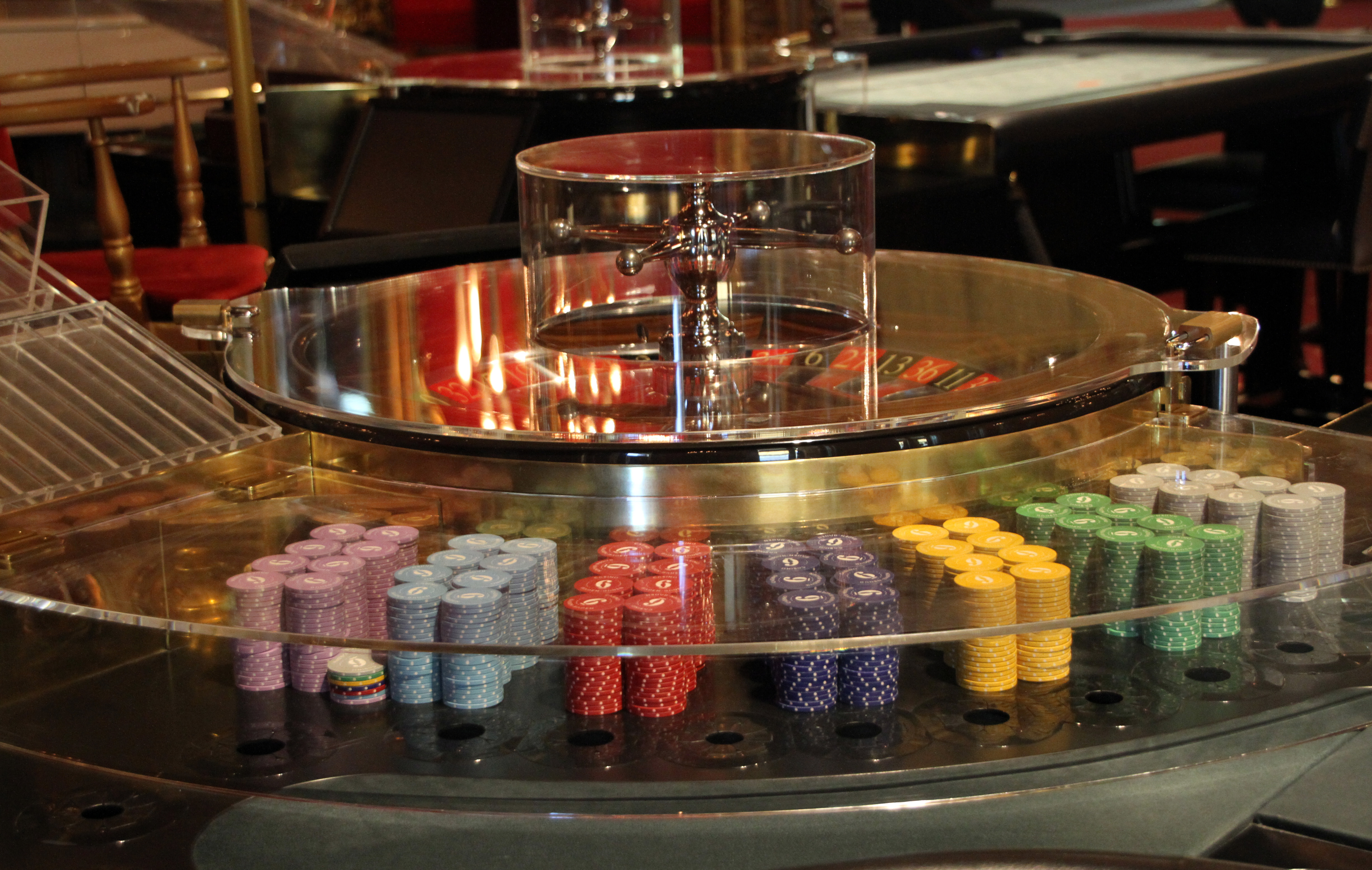
Casino
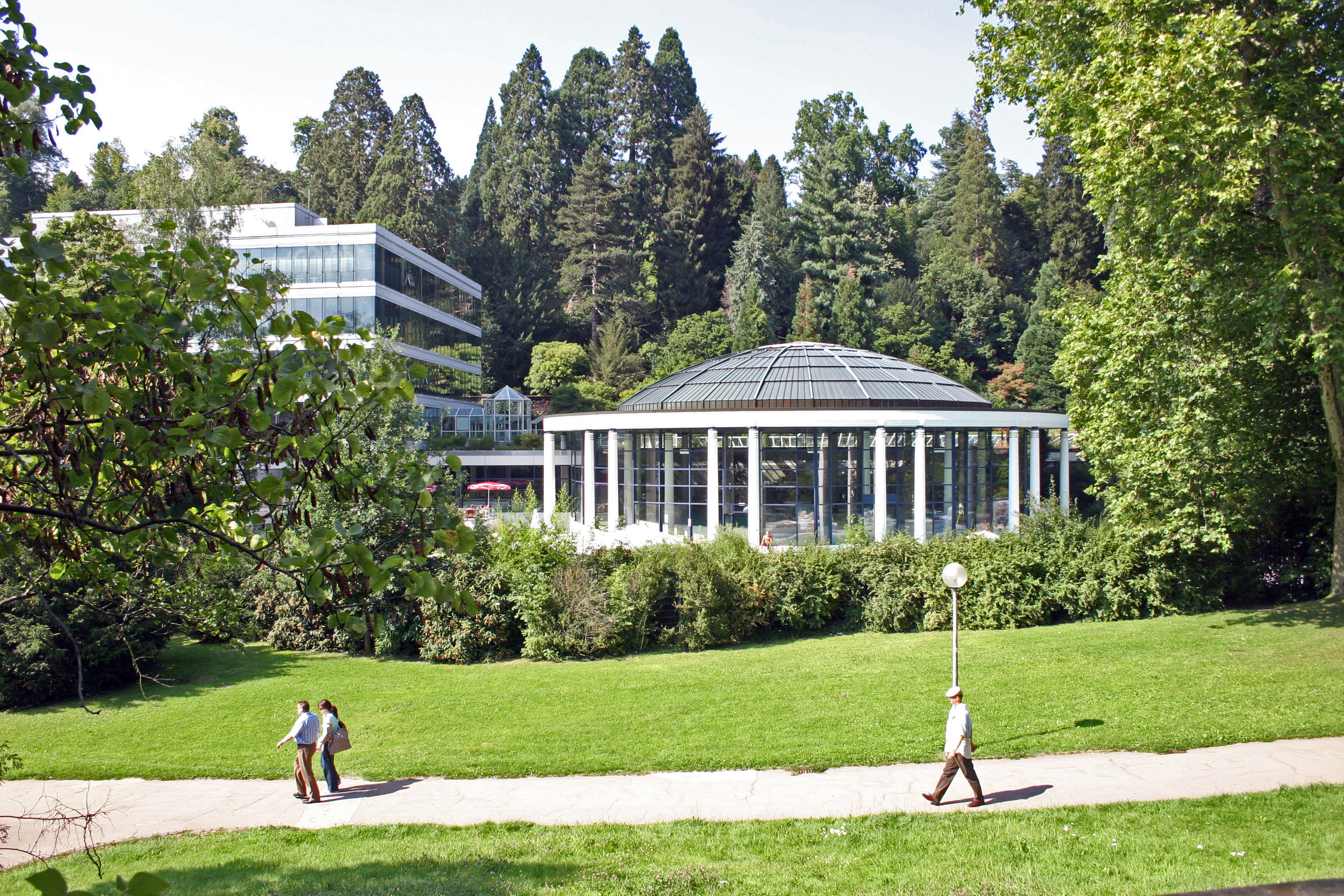
Caracalla Therme
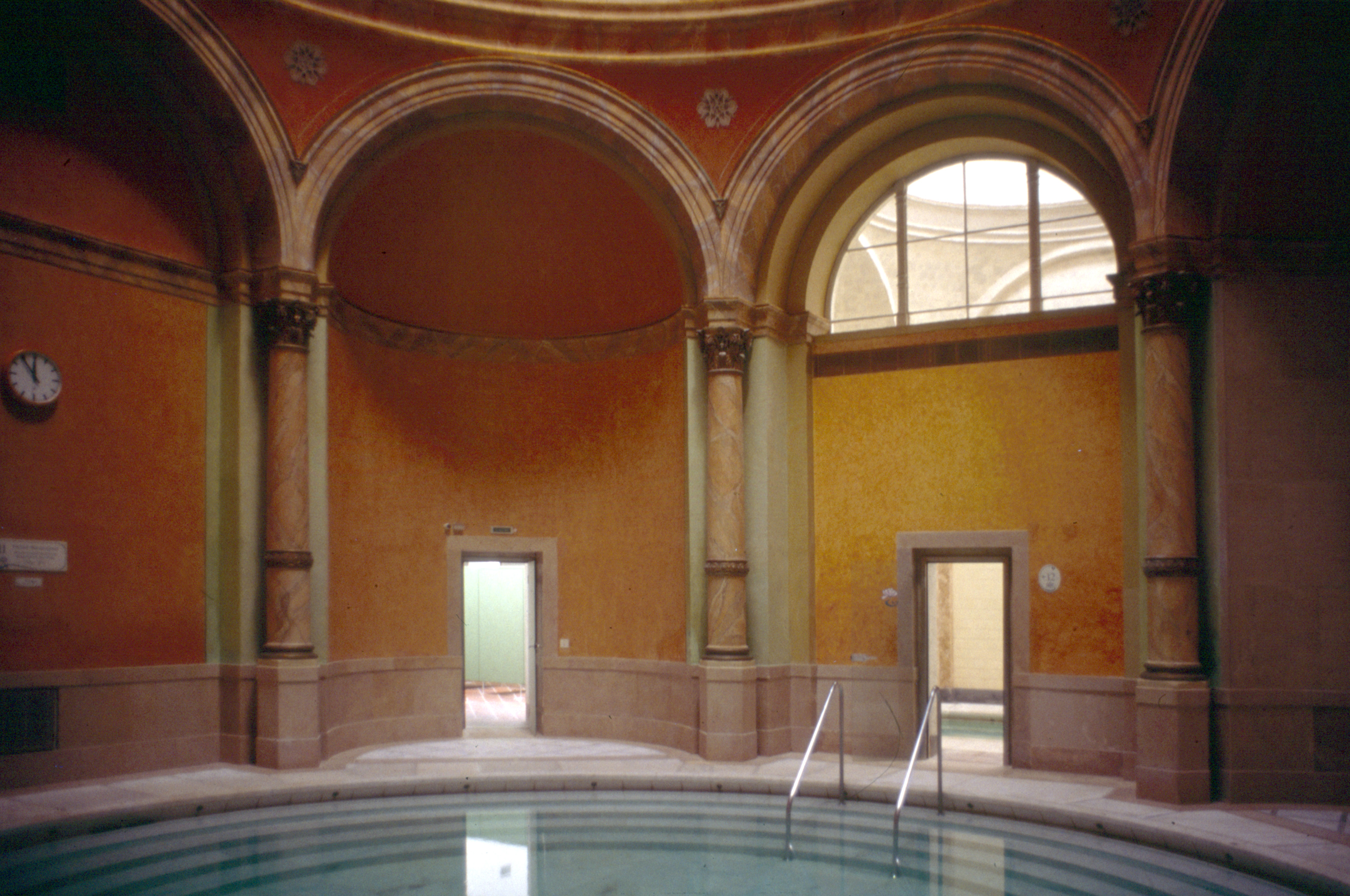
Friedrichsbad
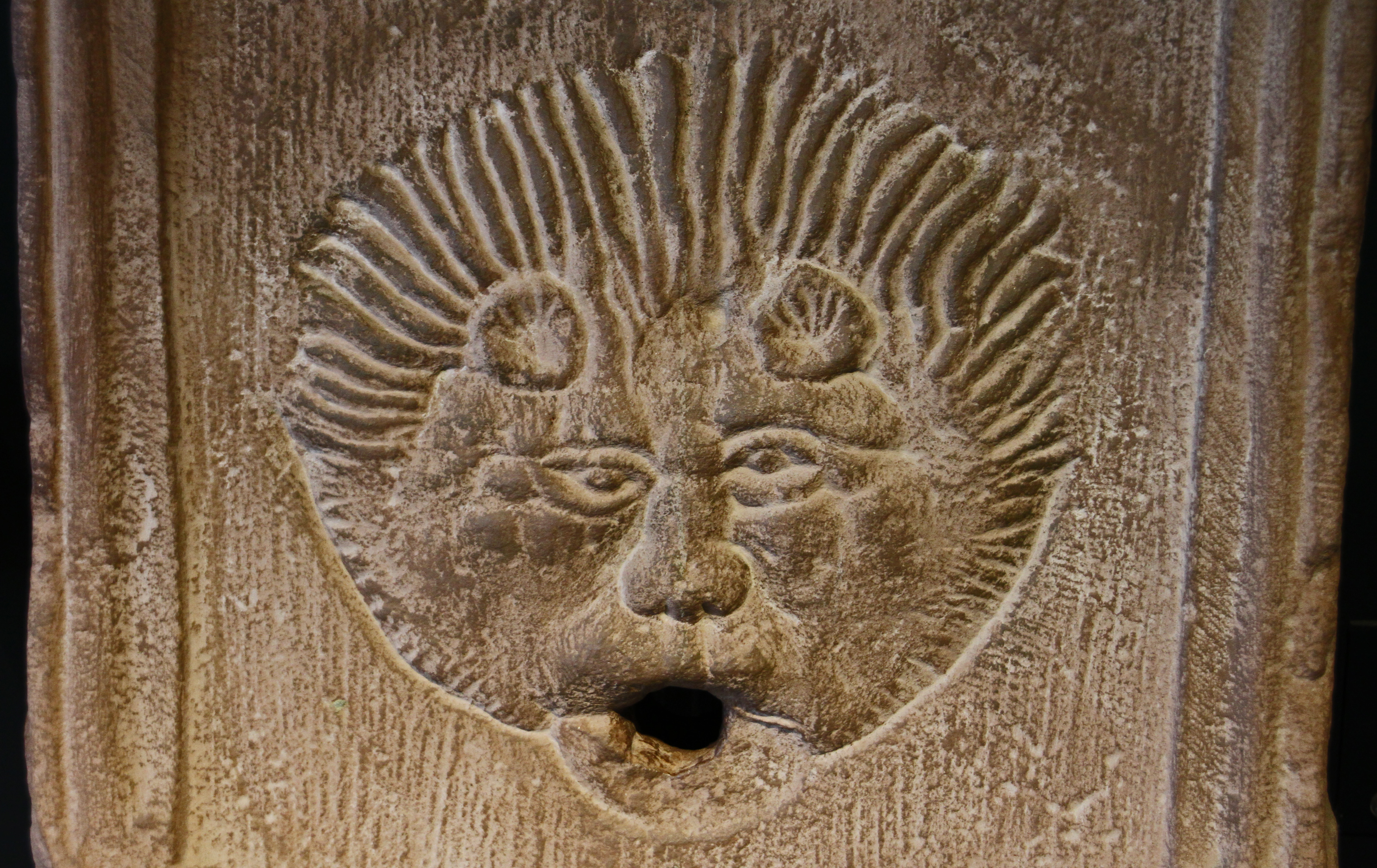
Römische Badruinen
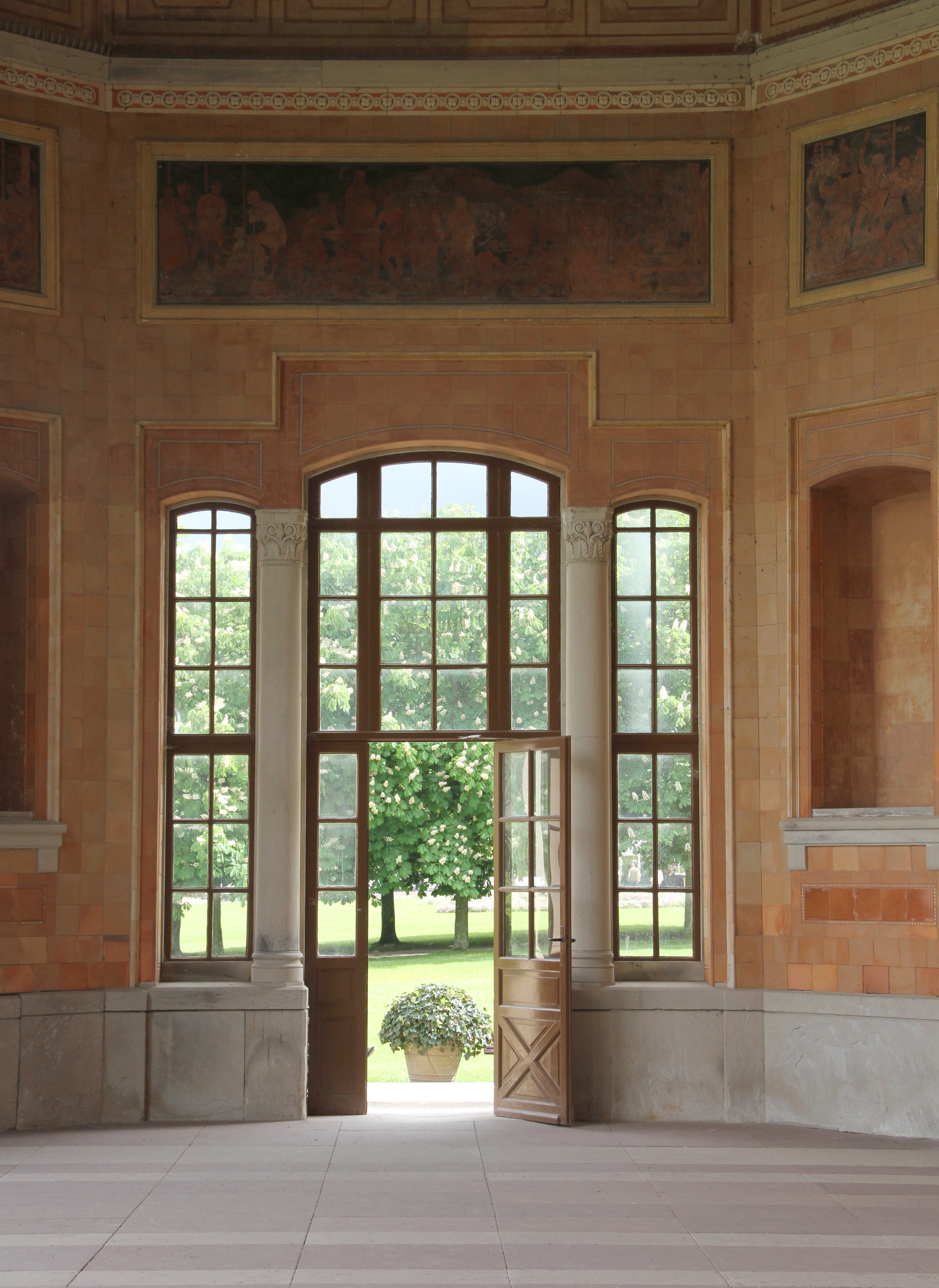
Trinkhalle
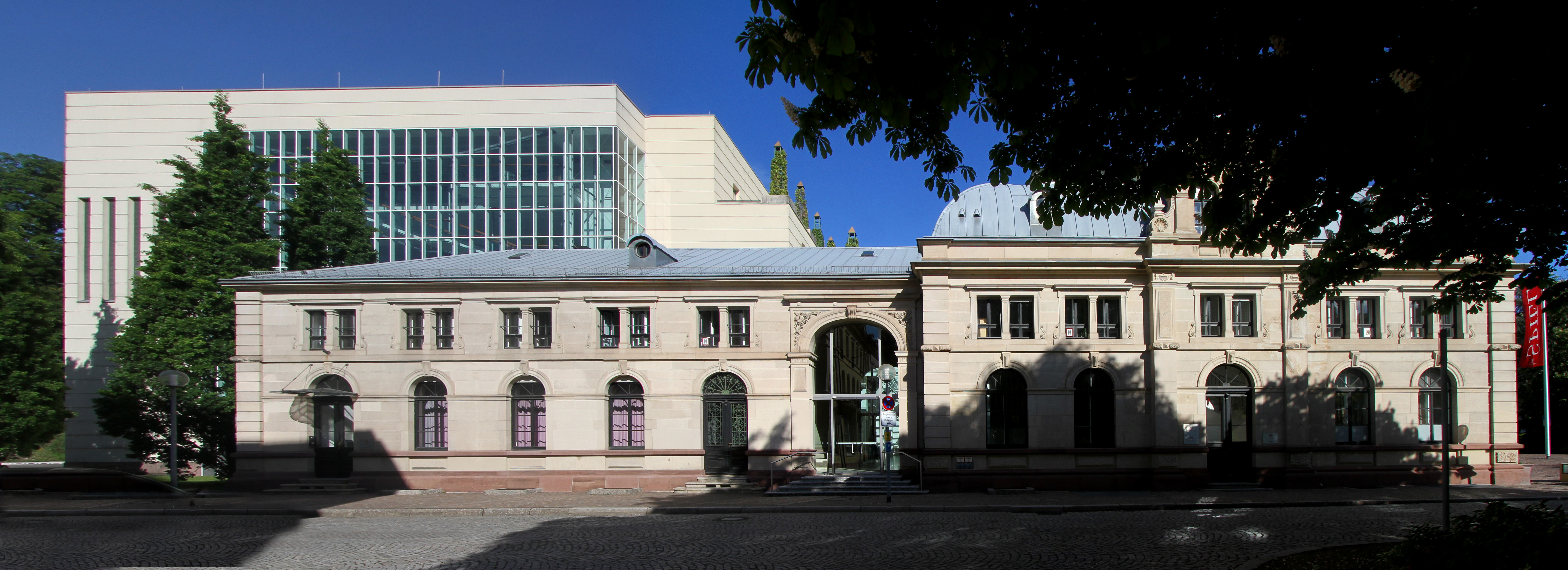
Festspielhaus
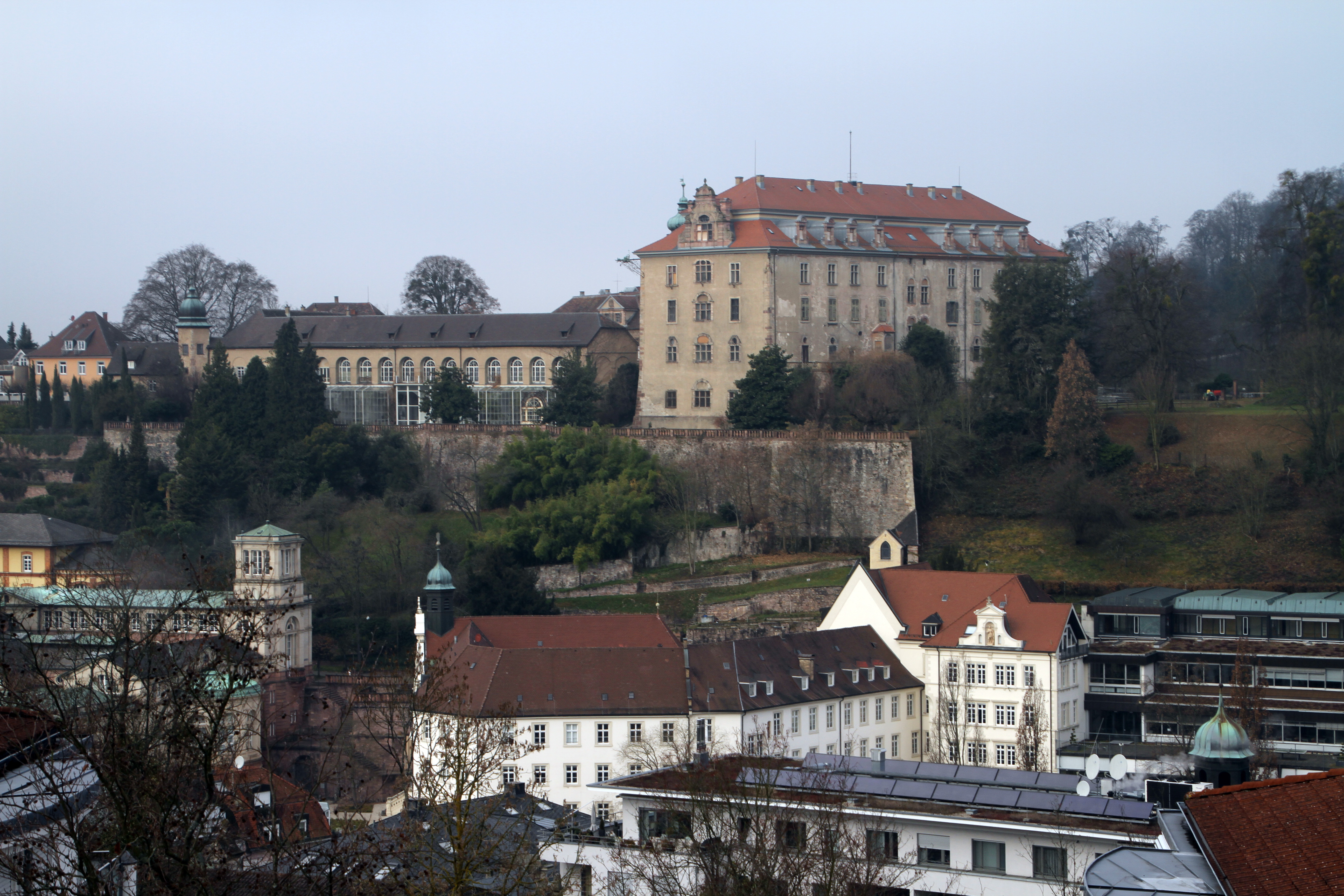
Neues Schloß
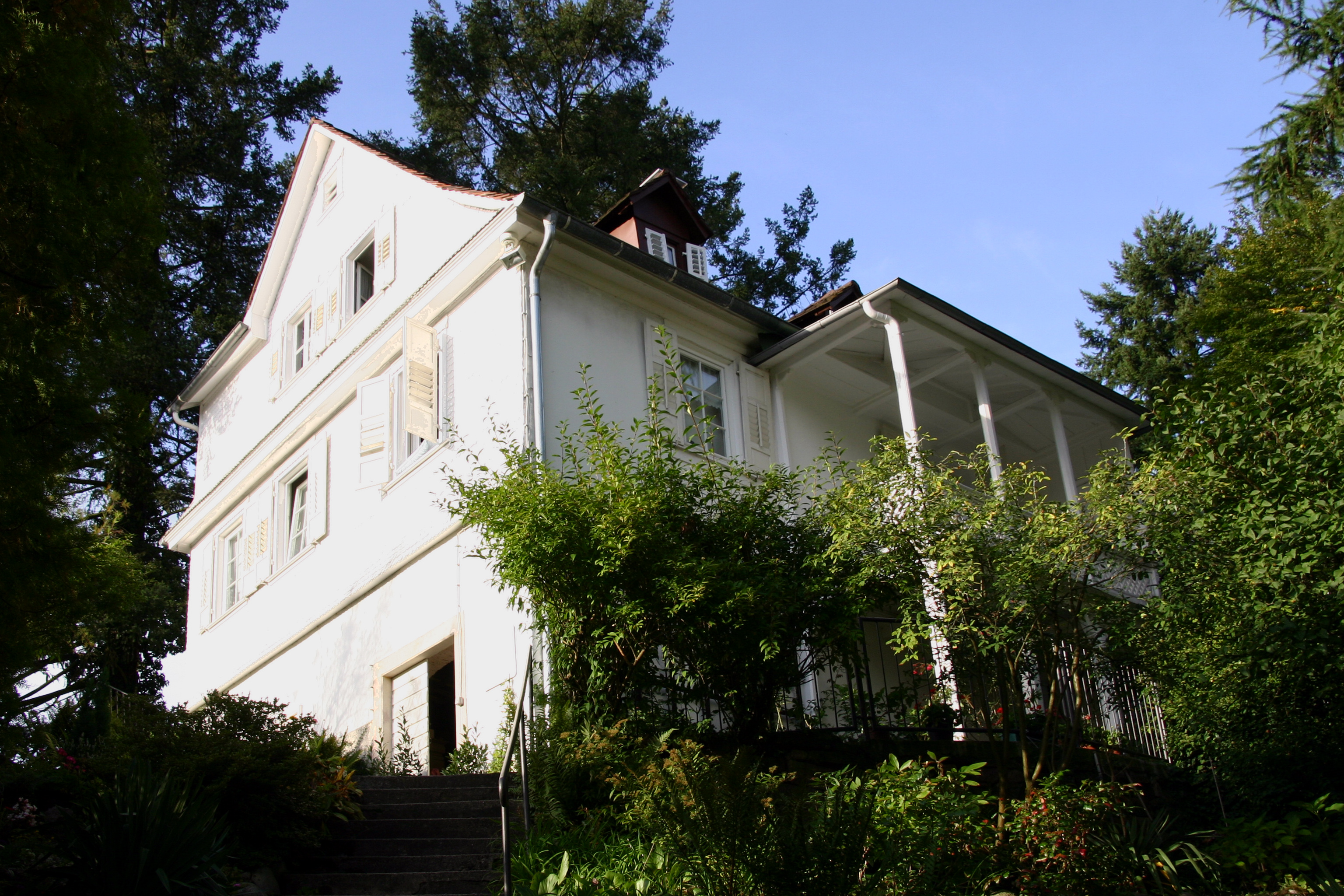
Brahmshaus
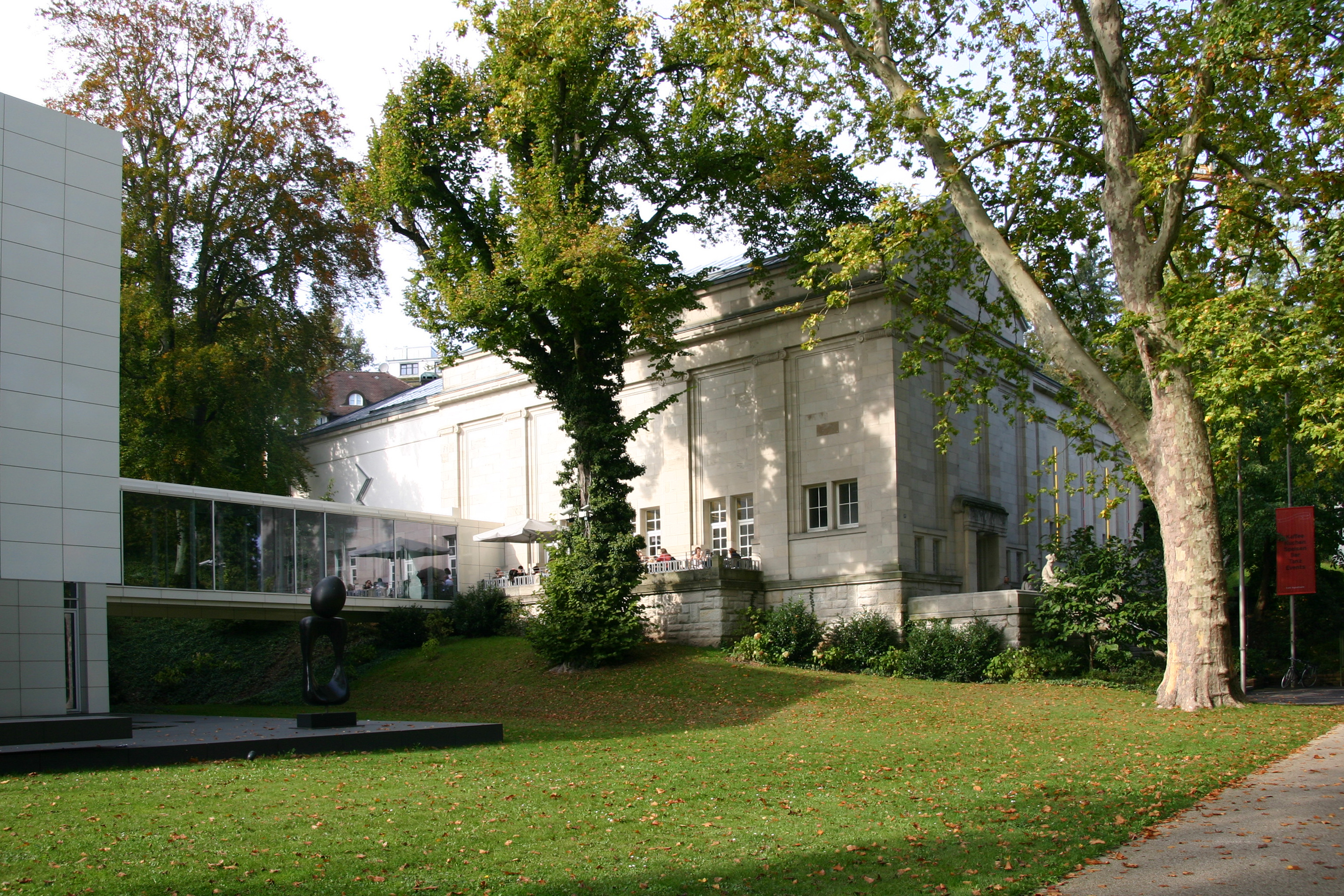
Staatliche Kunsthalle
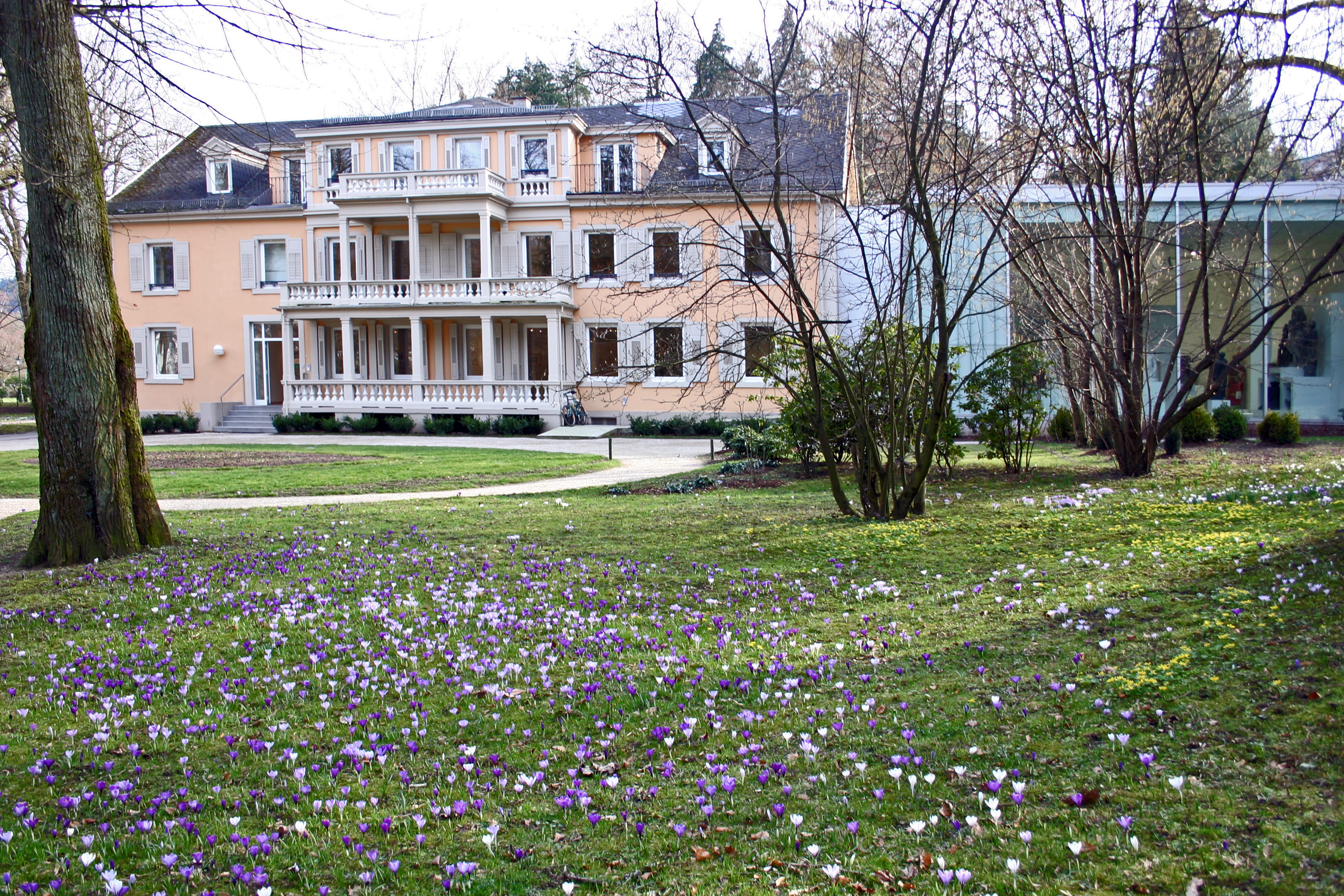
Stadtmuseum

## 友好城市
- 法國芒通，1961年起
- 義大利蒙卡列里，1990年起
- 德国弗賴塔爾，1990年起
- 捷克卡羅維發利，1998年起
- 乌克兰雅尔塔，2000年起

## 资料来源
1. ↑    [Population by nationality and sex as of December 31, 2022] (CSV). Statistisches Landesamt Baden-Württemberg. June 2023 （German）.
2. ↑  .   [2007-03-15]. （原始内容存档于2020-02-25）.
3. ↑  .   [2007-03-15]. （原始内容存档于2019-08-30）.
4. ↑  .   [2024-09-15]. （原始内容存档于2025-04-18）.